# مقبرة الجيش الألماني في الناصرة
مقبرة الألمان في الناصرة (بالألمانية: Deutscher Soldatenfriedhof) هي مقبرة عسكرية للجيش الألماني موجود في الناصرة ويوجد بها 261 قبر للجنود والقادة الألمان من الحرب العالمية الأولى، الذين حاربوا إلى جانب الإمبراطورية العثمانية في الحرب العالمية الأولى، وخصصت قسيمة منها للطيارين الألمان الذين قتلوا في الحرب العالمية الأولى
المقبرة موجوده في أملاك المستشفى الإيطالي "العائلة المقدسة" إلى جانب الدير في الناصرة، وهي المقبرة الوحيدة في المنطقة.

## تاريخ الموقع
خلال الحرب العالمية الأولى وجدت إلى جانب المستشفى الإيطالي مستشفى عسكري متنقل، تقريبا 50 جندي ألماني ماتوا به فدفنوا بقرب المستشفى المدني أي الإيطالي. جنود المان كثيرين دفنوا في أماكن متعددة في إسرائيل. عام 1928 في حلول معاهدة فرساي، توصلت حكومة الانتداب لإتفاق مع القنصل الألماني في إسرائيل لإقامه مقبرة مركزية التي يدفن بها جميع الشهداء الألمان الذين ماتوا في هذه الأرض. في عام 1934 سيطرت حكومة الانتداب على أرض المقبرة وأعارته لألمانيا ل 999 سنه. اللجنة الألمانية لمقابر الحروب وضعت على عاتقها دعم وتموين بناء المقبرة التي صممت على يد المهندس «روبرت تشلر» وقام بالانتهاء من بنائها عام 1935.
بقايا جثث الجنود اللألمان جمعوا من كافة أنحاء البلاد ودفنوا في مقبرة منظمة وأقيمت على القبور شواهد تحمل أسماء الجنود وتواريخ ميلادهم وتواريخ إستشهادهم والمكان الذي إستشهدوا فيه، وحتى اليوم موجودة على وضعها كالسابق. هذه المقبرة عانت على مدى السنين من أضرار بسبب الأرض غير الثابتة ومن الهزات الأرضية التي حدثت في البلاد وفي عام 1982 قاموا بترميم المقبرة.

## موقع المقبرة
مساحة المقبرة هي 1200 متر مربع، ابتداء من فترة الحرب العالمية الثانية تكرمت المنظمة الطبية الإيطالية التي تدير المستشفى الإيطالي بصيانة الحدائق الموجودة، والدخول لهذه المقبرة من المدخل الرئيسي للمستشفى الإيطالي ومندوبوها يقومون بإرشاد أبناء العائلات الذين يأتون إلى الناصرة لزيارة قبور أبنائهم.
يوجد هناك برج موجود به جرس تم إحضاره من ألمانيا وعلى الجدار الداخلي يوجد صلبان مصنوعة من مراوح الطائرات القديمة. منذ عام 1984 تنظم السفارة الألمانية في إسرائيل حفل ذكرى سنوي في المقبرة.